# Myrmecozela gajndzhiella
Myrmecozela gajndzhiella är en fjärilsart som beskrevs av Aleksei Konstantinovich Zagulajev 1968. Myrmecozela gajndzhiella ingår i släktet Myrmecozela och familjen äkta malar.
Artens utbredningsområde är Azerbajdzjan. Inga underarter finns listade i Catalogue of Life.